# Les Ingénieurs du bout du monde
Les Ingénieurs du bout du monde est le premier roman de la saga de Jan Guillou, intitulée en français Le Siècle des grandes aventures, et dont l'ambition est de relater l'histoire d'une famille confrontée aux bouleversements qui ont ébranlé l'Occident au XXe siècle. Ce premier volet se déroule d'abord en Norvège, mais aussi par la suite en Allemagne et en Afrique de l'Est allemande, jusqu'à la fin de la Première Guerre mondiale.

## Résumé

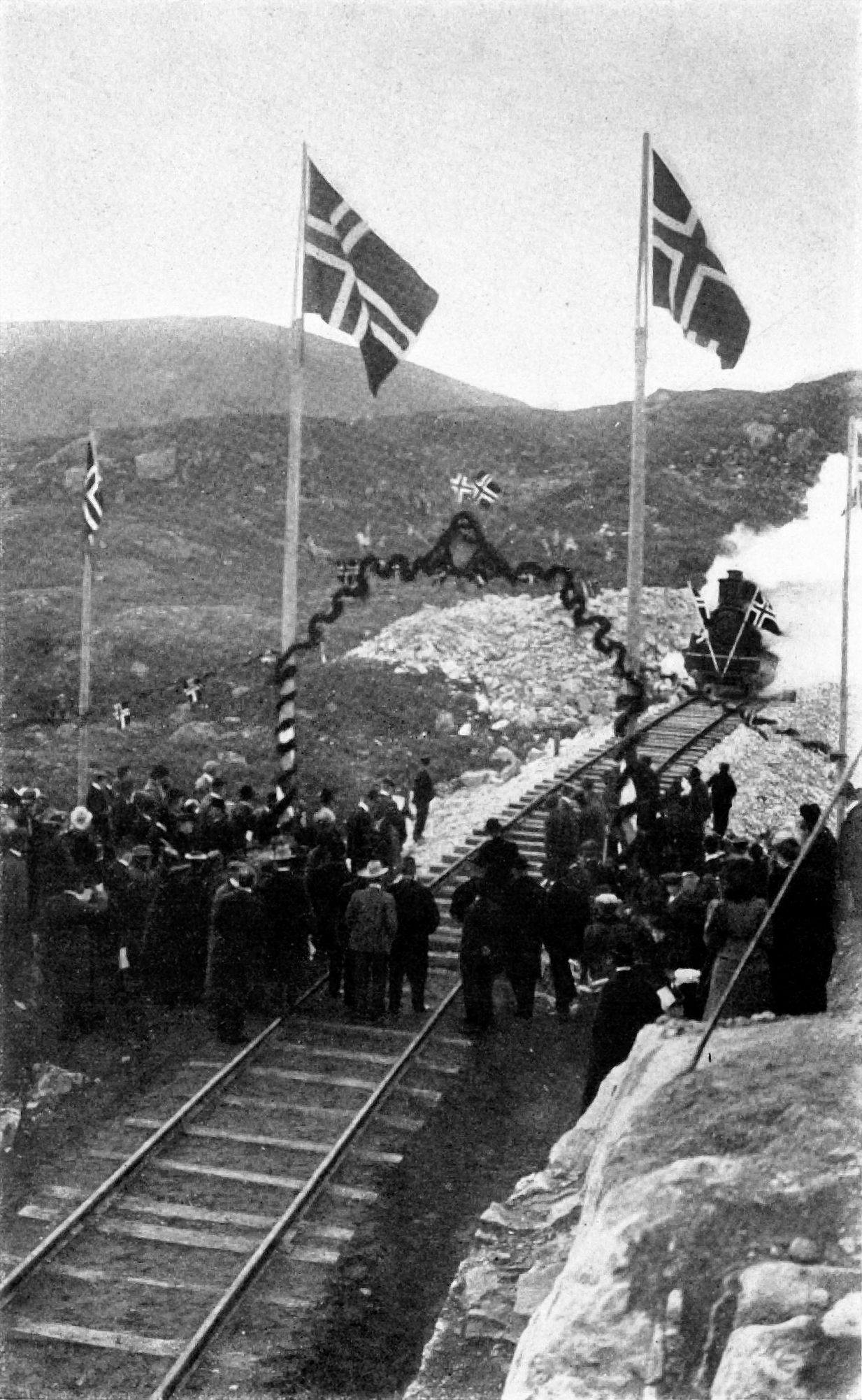
Ignauguration de la ligne Oslo-Bergen en octobre 1907.

L'histoire commence dans un village norvégien de pêcheurs à la fin du XIXe siècle. À la suite d'un naufrage, trois jeunes frères perdent leur père, et leur mère doit les placer en apprentissage, faute de ressources suffisantes. Ils font alors preuve de dons exceptionnels qui leur valent une bourse d'études à l'université technique de Dresde, allouée à la condition expresse de revenir ensuite au pays pour participer à la construction de la ligne de chemin de fer entre Oslo et Bergen. Seul Lauritz, tiendra sa promesse, alors que, à la suite de frasques sentimentales, ses deux frères fuiront au loin, Oscar à Dar-es-Salaam et Sverre à Londres. L'intrigue se concentre sur la destinée des deux premiers frères. Lauritz réalise des prouesses architecturales pour créer des ponts ferroviaires dans les montagnes inhospitalières qui entourent le Hardangervidda, tout en poursuivant une liaison contrariée avec une jeune aristocrate allemande, qu'il finira par épouser. Cette histoire s'enchevêtre avec celle d'Oscar, qui construit également une ligne de chemin de fer en Afrique orientale, dans des conditions climatiques radicalement opposées mais tout aussi hostiles. Sans l'avoir voulu initialement, Oscar deviendra immensément riche, et se couvrira de gloire. Très bien documenté, le récit s'articule autour d'événements historiques, tel que la déclaration d'indépendance de la Norvège (7 juin 1905), ou les répercussions de la première guerre mondiale  en Afrique orientale. L'ascension sociale et les aventures des deux frères Lauritzen permet décrire des milieux très différents, tels que les pêcheurs et les ouvriers norvégiens, la bourgeoisie provinciale de Bergen, la haute société de l'Empire allemand, la colonie allemande à Dar-es-Salaam, et le peuple Barundi,,.

## Principaux personnages
- Lauritz Lauritzen: Des trois frères, c'est celui qui apparaît comme le plus irréprochable, à la fois fidèle aux traditions et ouvert aux mutations sociales du début du XXe siècle. Excellent marin de par ses origines, il s'illustre lors des régates impériales de Kiel, mais également dans les courses cyclistes de Dresde.
- Oscar Lauritzen: Ingénieur presque aussi doué que Lauritz, son tempérament exceptionnellement généreux et empathique l'entraîne dans des aventures sentimentales et héroïques. Son amitié avec un chasseur indigène lui permet de vaincre des difficultés apparemment insurmontables. C'est également une main tendue vers un Indien rejeté par les colons allemands qui est à l'origine de sa fortune. L'extrême brutalité de la guerre de 14-18 le touchera particulièrement cruellement, et révélera son côté sombre.
- Sverre Lauritzen: C'est l'artiste de la fratrie. Une passion homosexuelle l'écarte de la famille. Son histoire n'est  que brièvement évoquée dans ce roman, mais il est le personnage central du deuxième volume de la série (Les Dandys de Manningham[5]).
- Ingeborg von Freital: Membre de la cour impériale allemande, c'est la principale figure féminine du roman. Elle incarne avec ses amies l'essor du mouvement féministe, et parvient à faire accepter par son père son mariage avec un roturier étranger, Lauritz. À son tour étrangère en Norvège, elle y obtient son diplôme de médecine, fait rarissime pour une femme à cette époque.
- Aïcha Nakondi: Fille de la reine des Barundis, elle fait écho à Ingeborg dans une ethnie africaine à tradition matriarcale. Elle séduit Oscar, qui en devient éperdument amoureux.

## Étude critique
Dans un article publié en 2011, la journaliste, écrivaine et activiste suédoise Kajsa Ekis Ekman souligne le contraste entre la dure réalité du contexte historique et le caractère improbable de l'accumulation d'exploits par Lauritz et Oscar, qui réussissent à peu près tout ce qu'ils entreprennent. Ce deuxième aspect reprend la structure narrative du conte: après avoir triomphé d'épreuves extraordinaires, le pauvre hère gagne la reconnaissance du roi et le cœur de la princesse.  La critique note l'habileté de l'auteur à montrer l'opposition entre le progrès technologique et la folie destructrice de la guerre qui ont marqué le début du XXe siècle, symbolisé en particulier par les ponts construits par Oscar en Afrique, mais qu'il doit ensuite faire sauter afin de retarder la progression de l'ennemi. L'horreur de la guerre est rendue particulièrement sensible en montrant d'abord les personnages en temps de paix , avant de décrire les conséquences désastreuses qu'auront pour eux le conflit.

## Les sources

La liaison ferroviaire entre Oslo et Bergen, à l'époque où se situe le roman
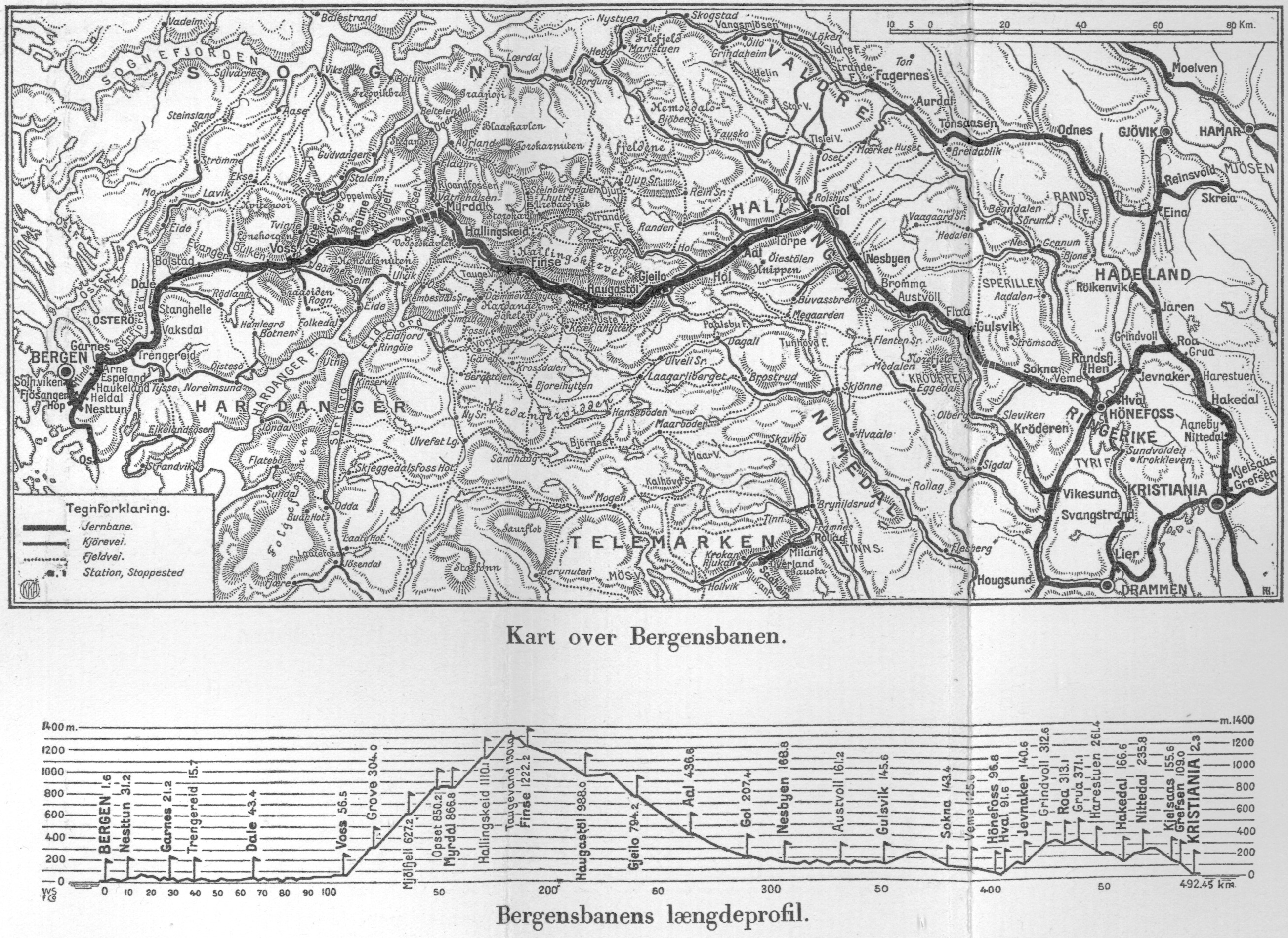
Tracé de la ligne de Bergen
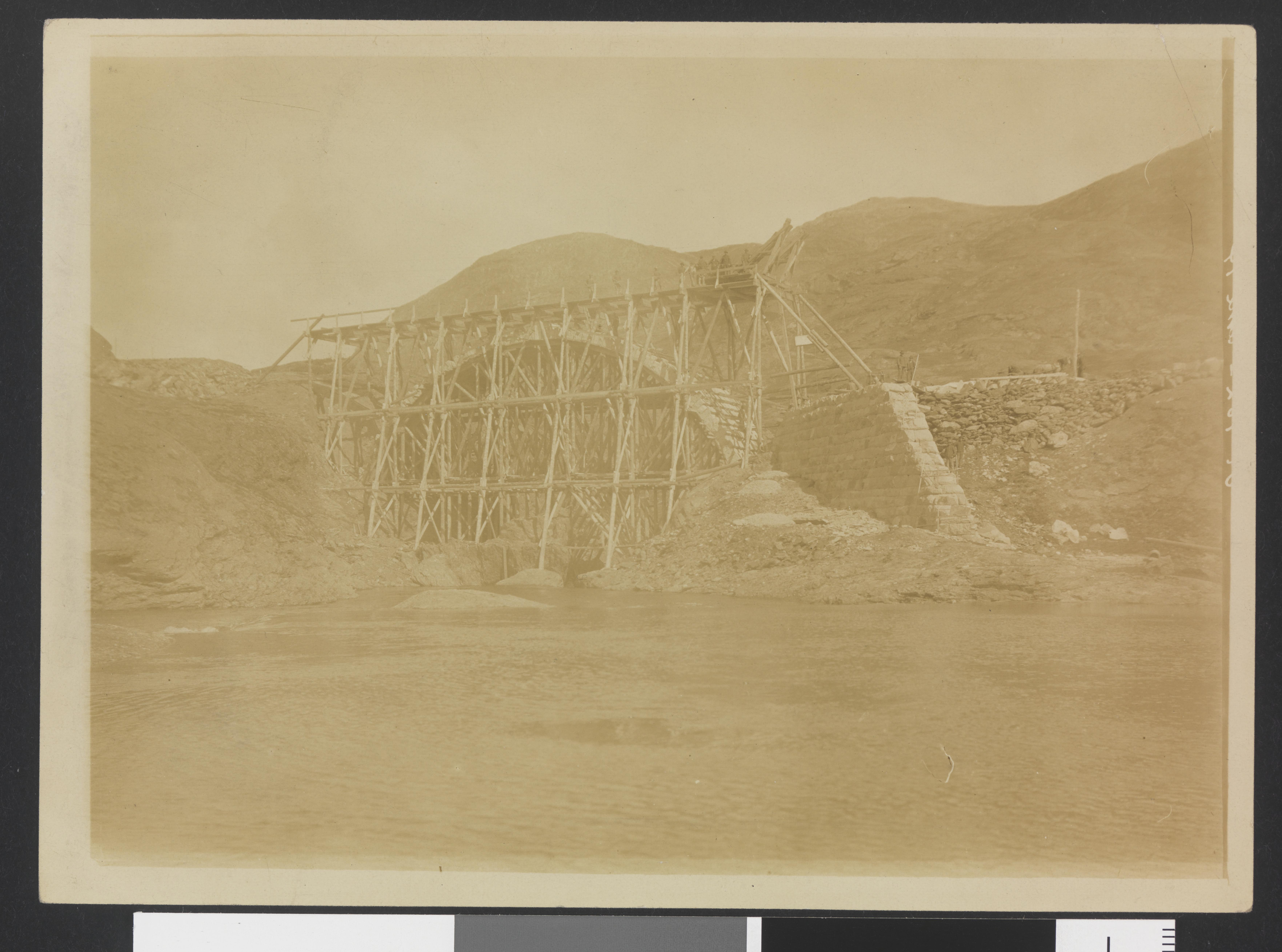
Un des ponts en construction
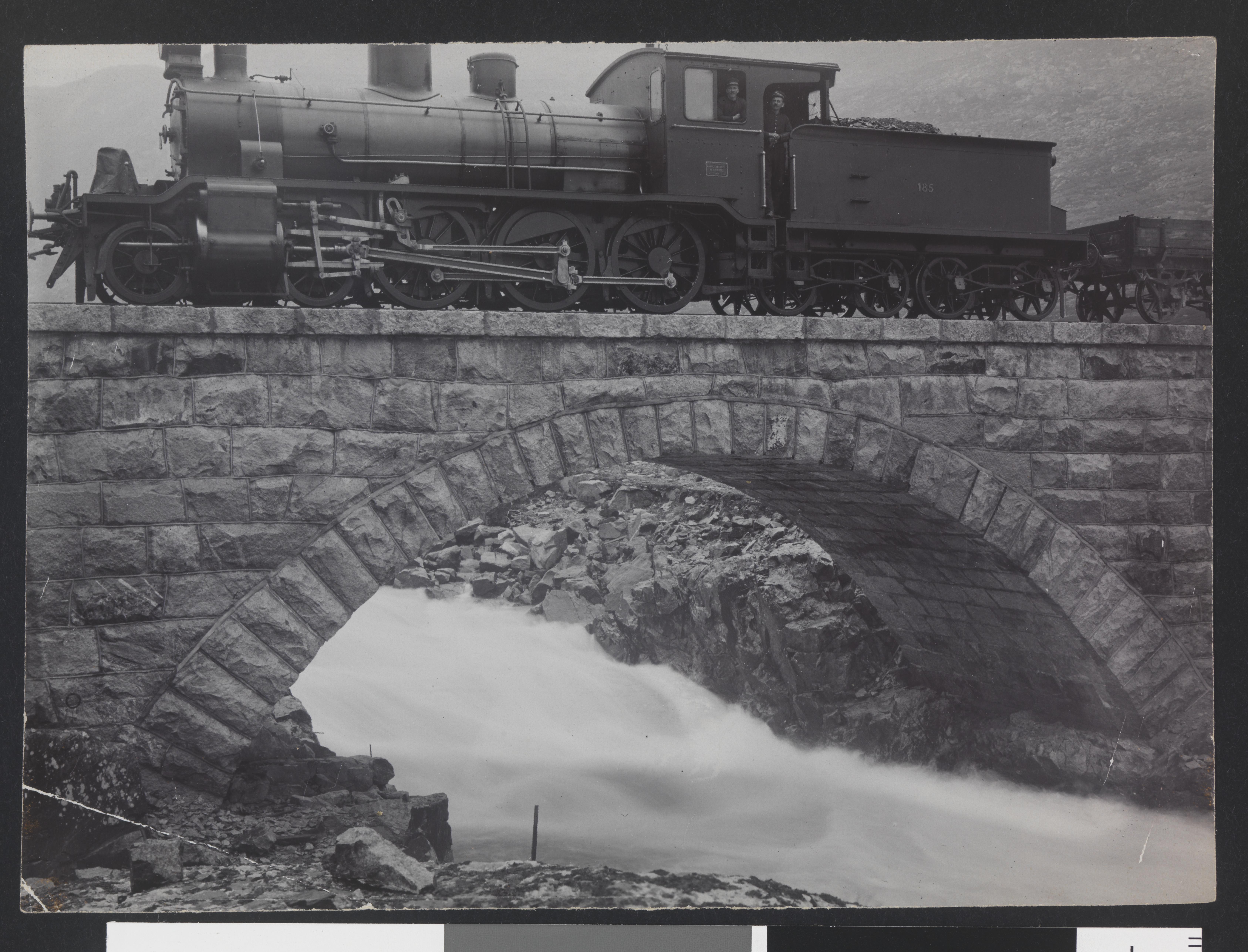
Un pont entre Haugastøl et Finse
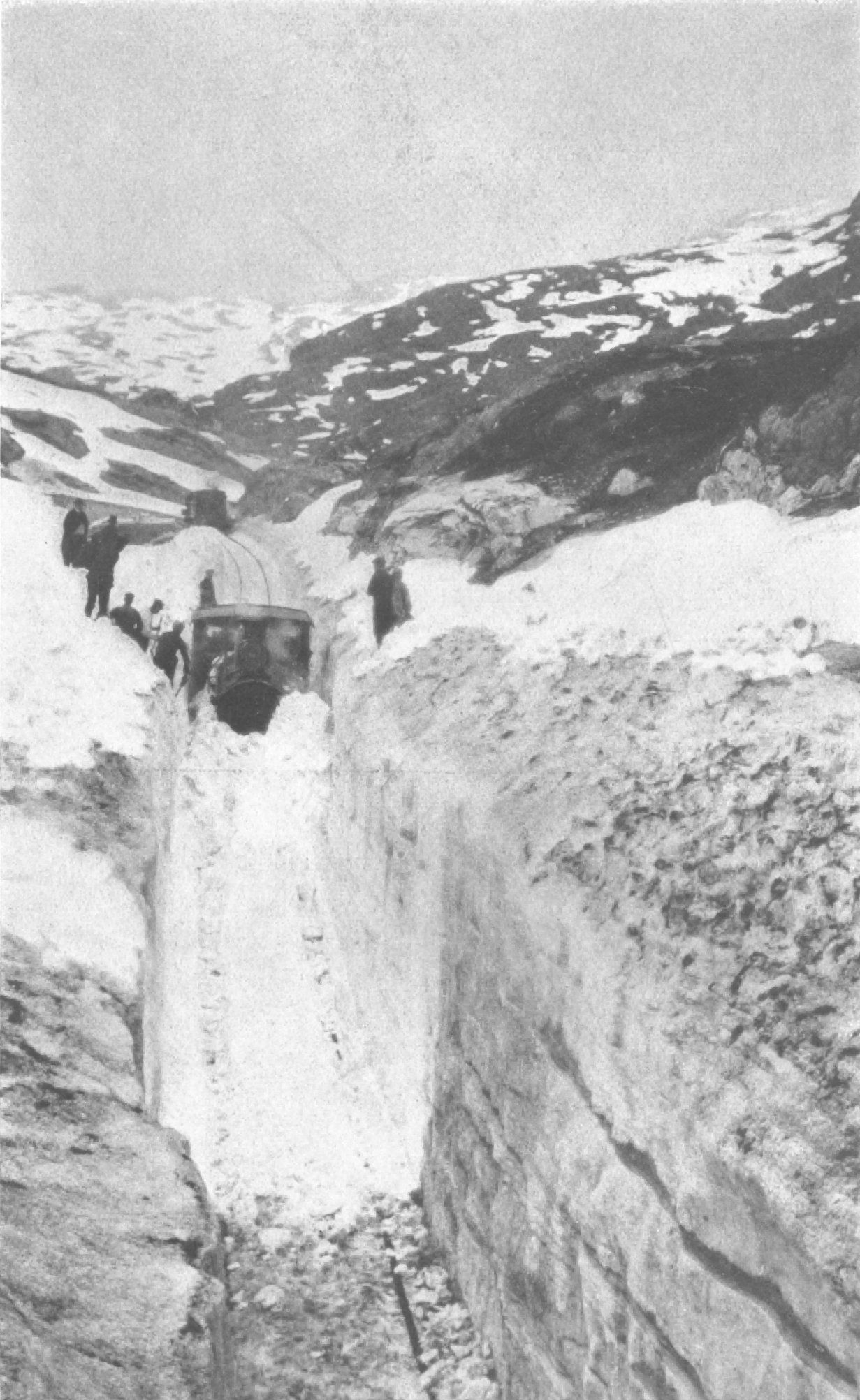
Déblaiement de la voie enneigée (1908)
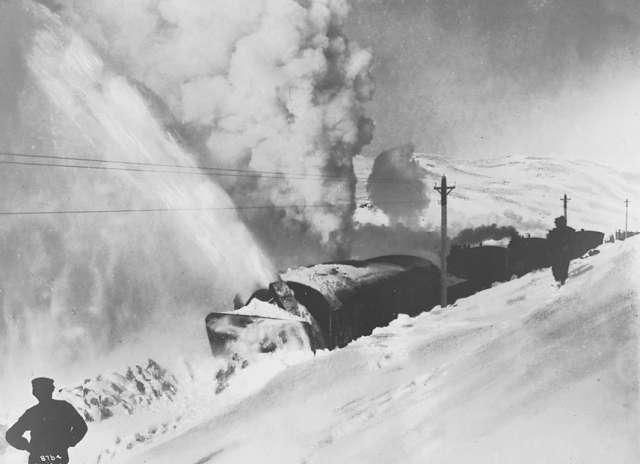
Train chasse-neige (21 avril 1908)
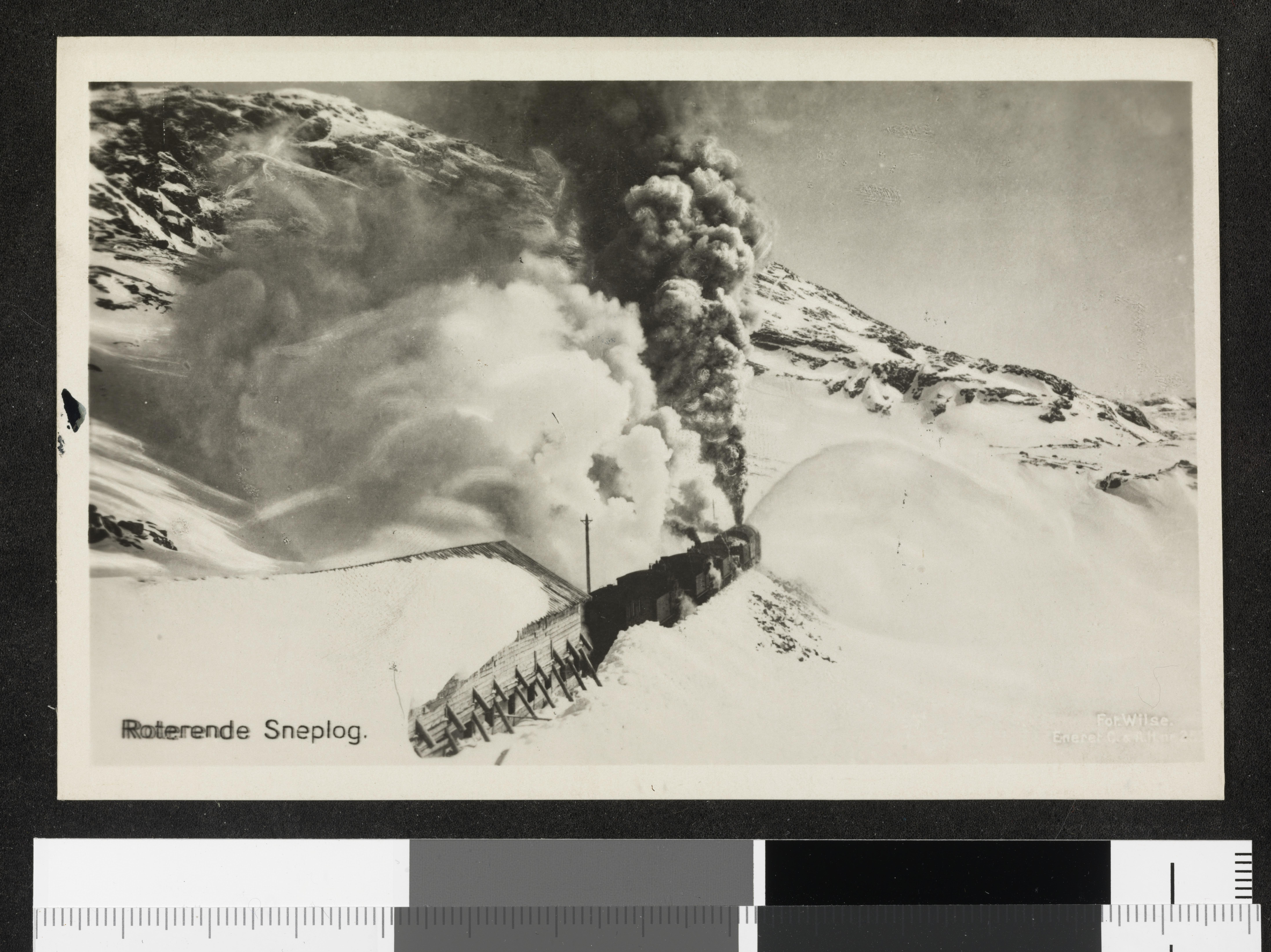
21 avril 1908
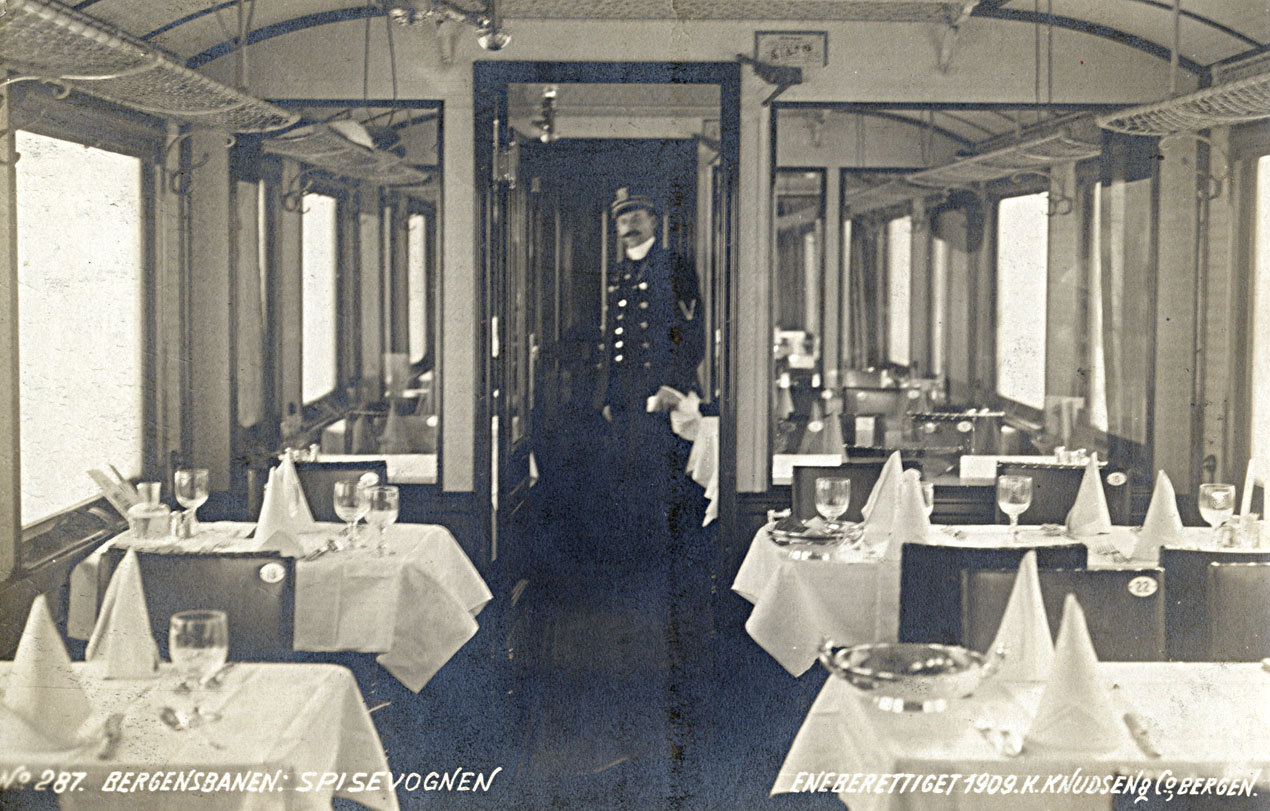
Wagon-restaurant (1909)

À la fin de l'ouvrage, l'auteur remercie les auteurs qui lui ont permis de se documenter sur La construction de la ligne de Bergen:
- L'ingénieur en chef Sigvard Heber, dont les mémoires [6] relatent cinq passés à construire la ligne. Les aventures de Lauritz dans le Hardangervidda en sont largement inspirées.
- Bjørn Rongen, dont la trilogie Toget over vidda[7] a complété le point de vue de l'ingénieur Sigvard Heber par celui des ouvriers.
- Gunnar Staalesen, dont le Roman de Bergen[8] et surtout Hundreårsboken[9] (Le Livre du Centenaire, co-écrit avec Jo Gjerstad) ont  servi de base à la description de la vie à  Bergen au début du XXe siècle.

Dans une interview, Jan Guillou rappelle qu'il s'est appuyé sur l'histoire de son grand-père pour écrire son roman. Dans  un livre écrit en 2003, il raconte  que son grand-père maternel Oscar Botolfsen et ses deux frères sont issus d'une famille de pauvres agriculteurs de l'Est de la Norvège. Le prêtre et le maître d'école découvrent que les trois frères sont exceptionnellement talentueux et ils persuadent les agriculteurs de la région de se cotiser pour leur permettre de poursuivre des études supérieures. La véracité de cette histoire a été mise en doute, en raison d'un acte de baptême d'Oscar Botolfsen dans  une église d'Oslo, où se sont également mariés ses parents . Quoi qu'il en soit, les frères Botolfsen semblent avoir obtenu leur diplôme d'ingénieur à l'Université technique de Dresde en 1901. L'auteur  a aussi précisé qu'il a visité chacun des lieux décrits dans le roman, et qu'il a chassé en Afrique orientale pendant plus de dix ans. Cette expérience lui a servi pour les nombreuses scènes de chasse d'Oscar. 

Chasse, chemin de fer et soldats en Afrique orientale allemande, à l'époque où se situe le roman
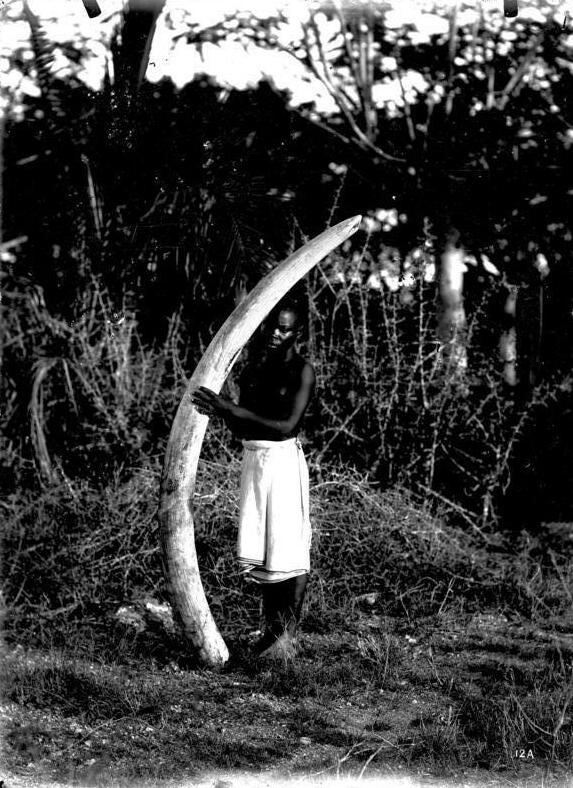
Défense d'éléphant, une des sources de la fortune d'Oscar
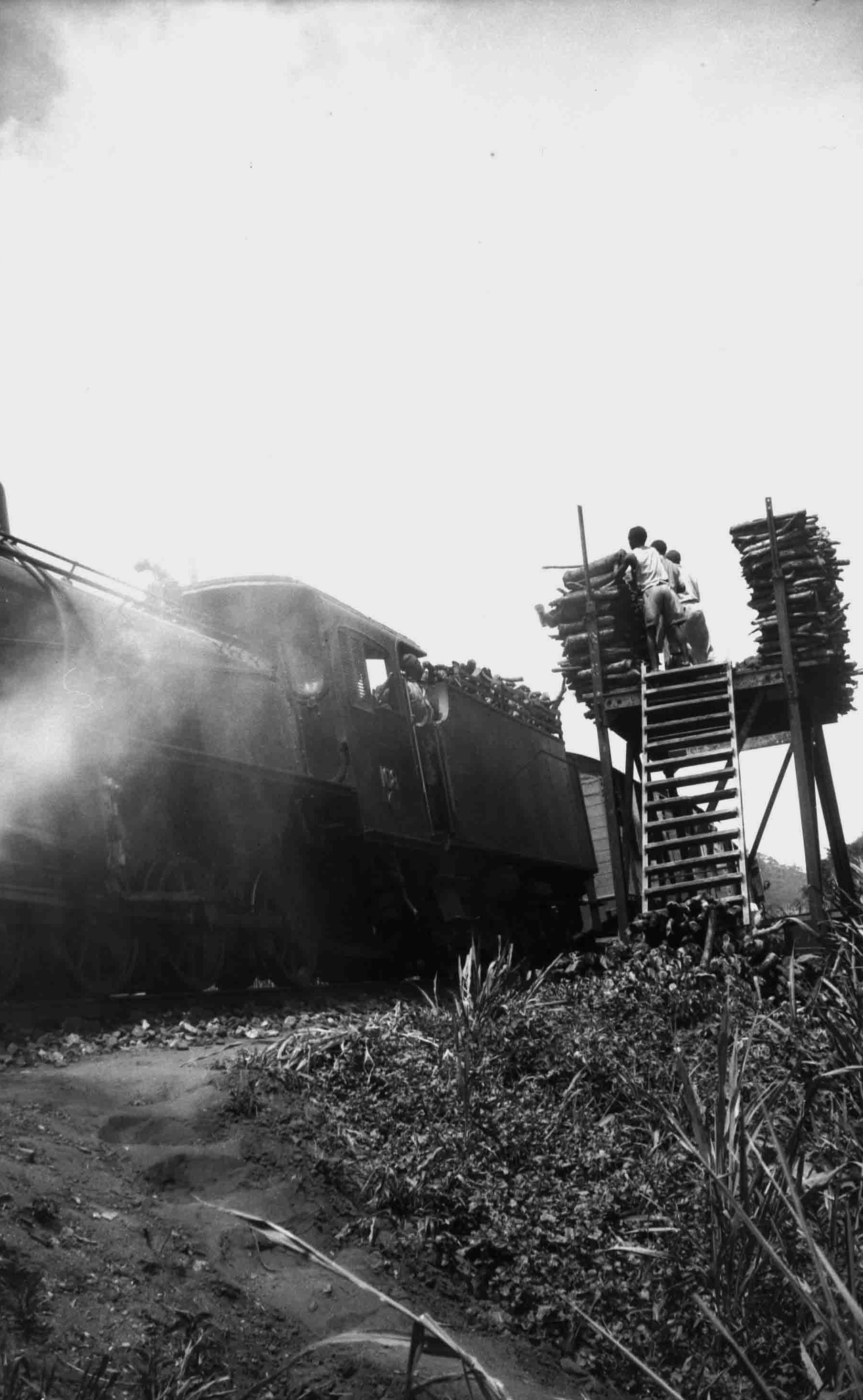
Ravitaillement en bois d'une locomotive
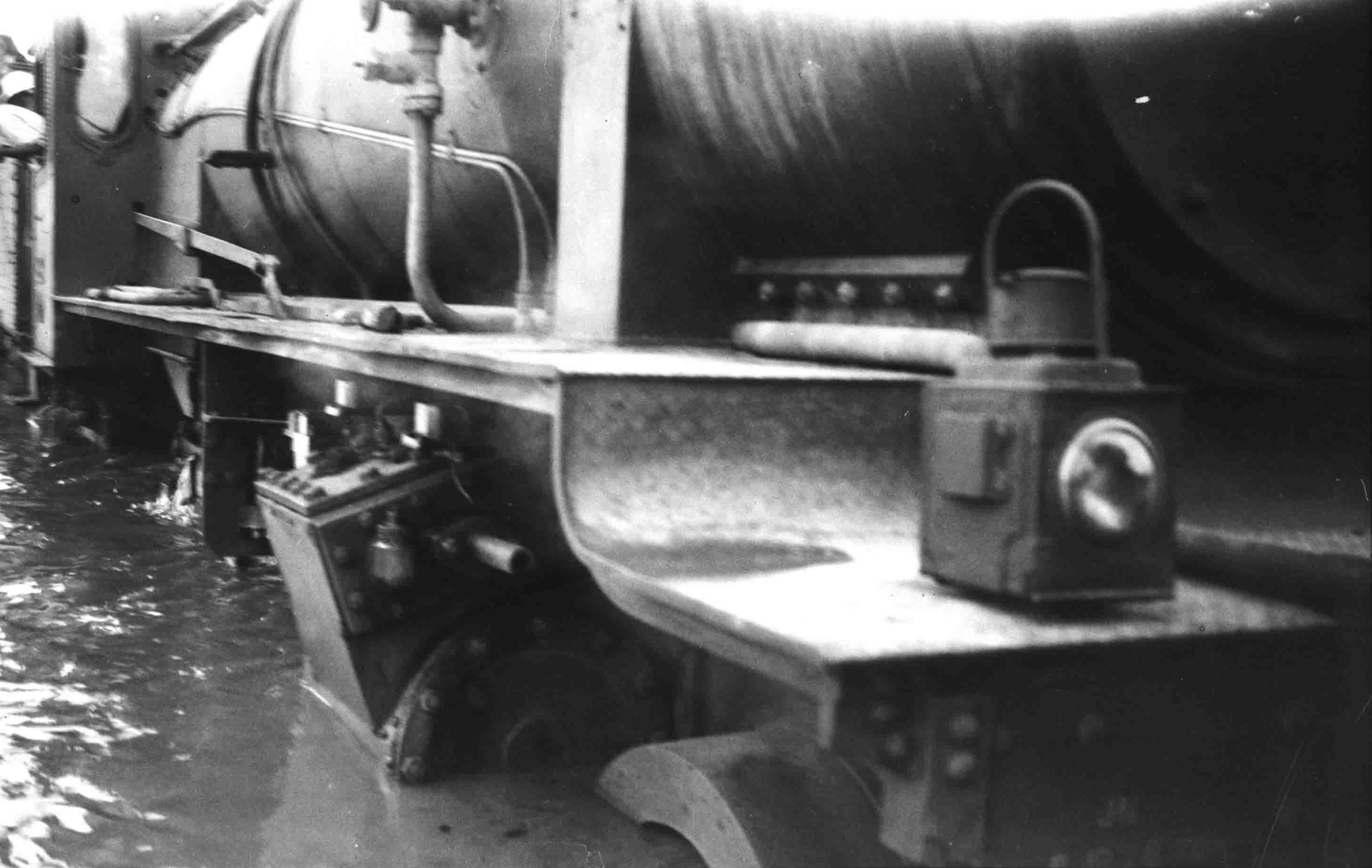
Locomotive dans une zone inondée
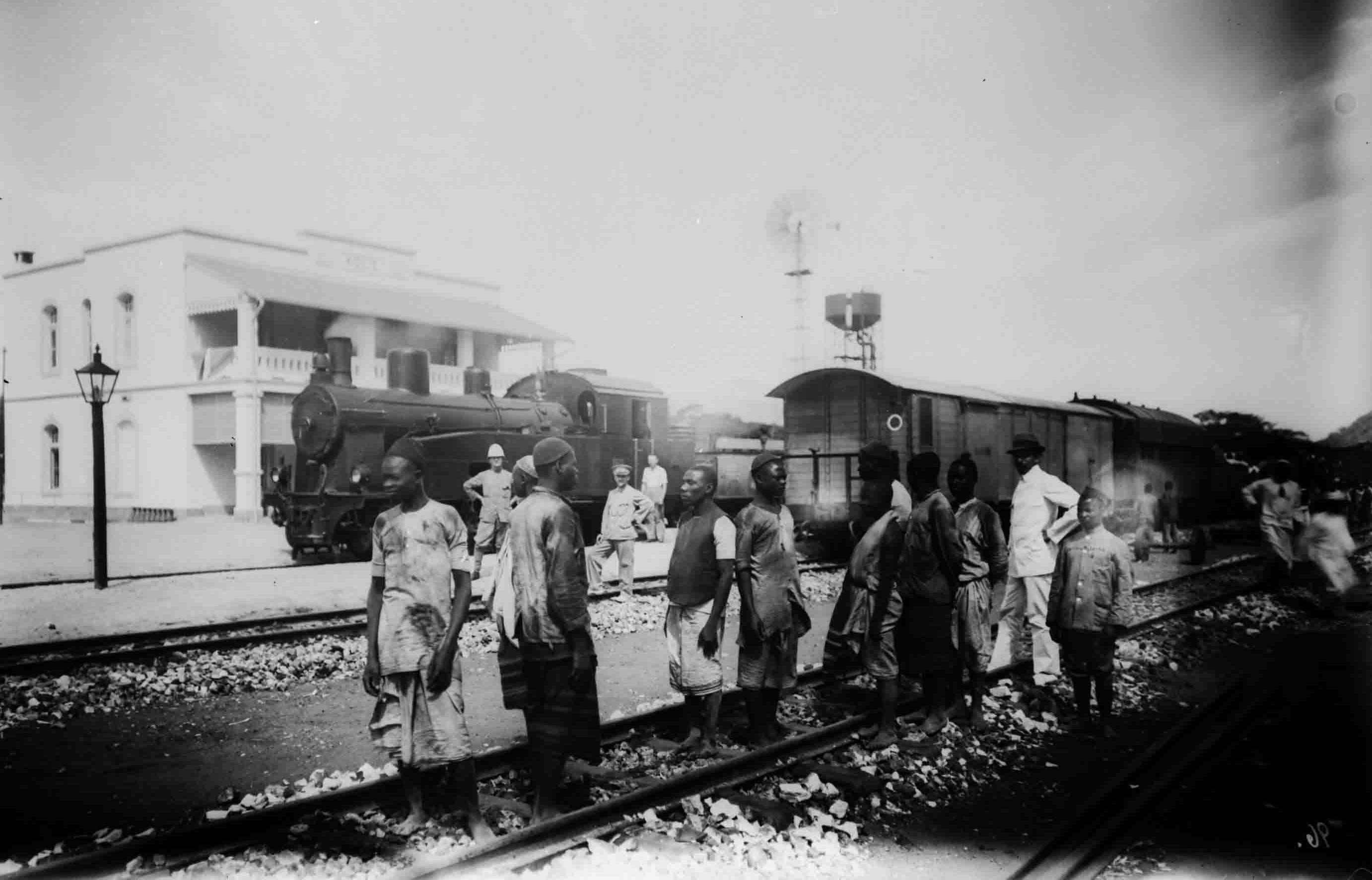
En gare de Kidete (1915)
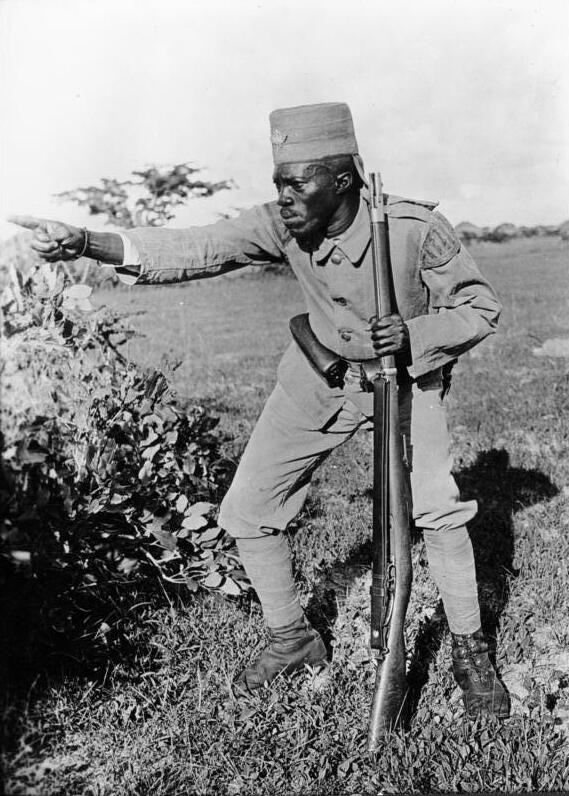
Askari
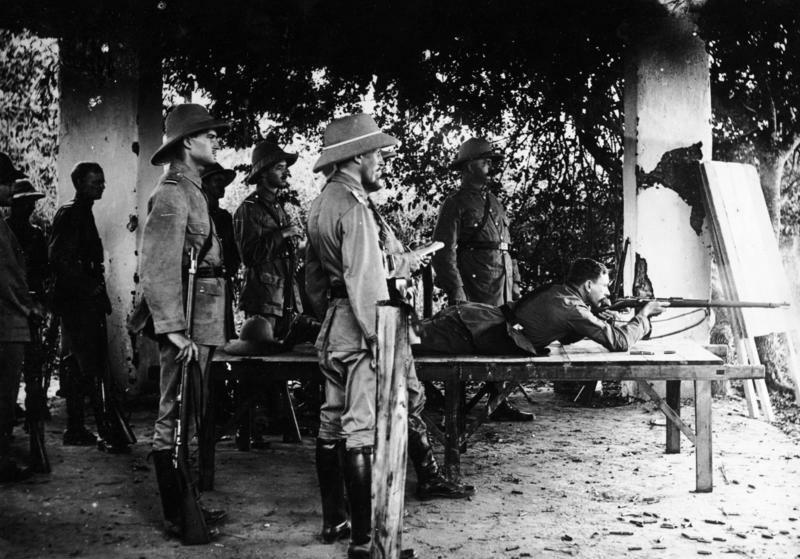
Tireur d'élite de la Schutztruppe
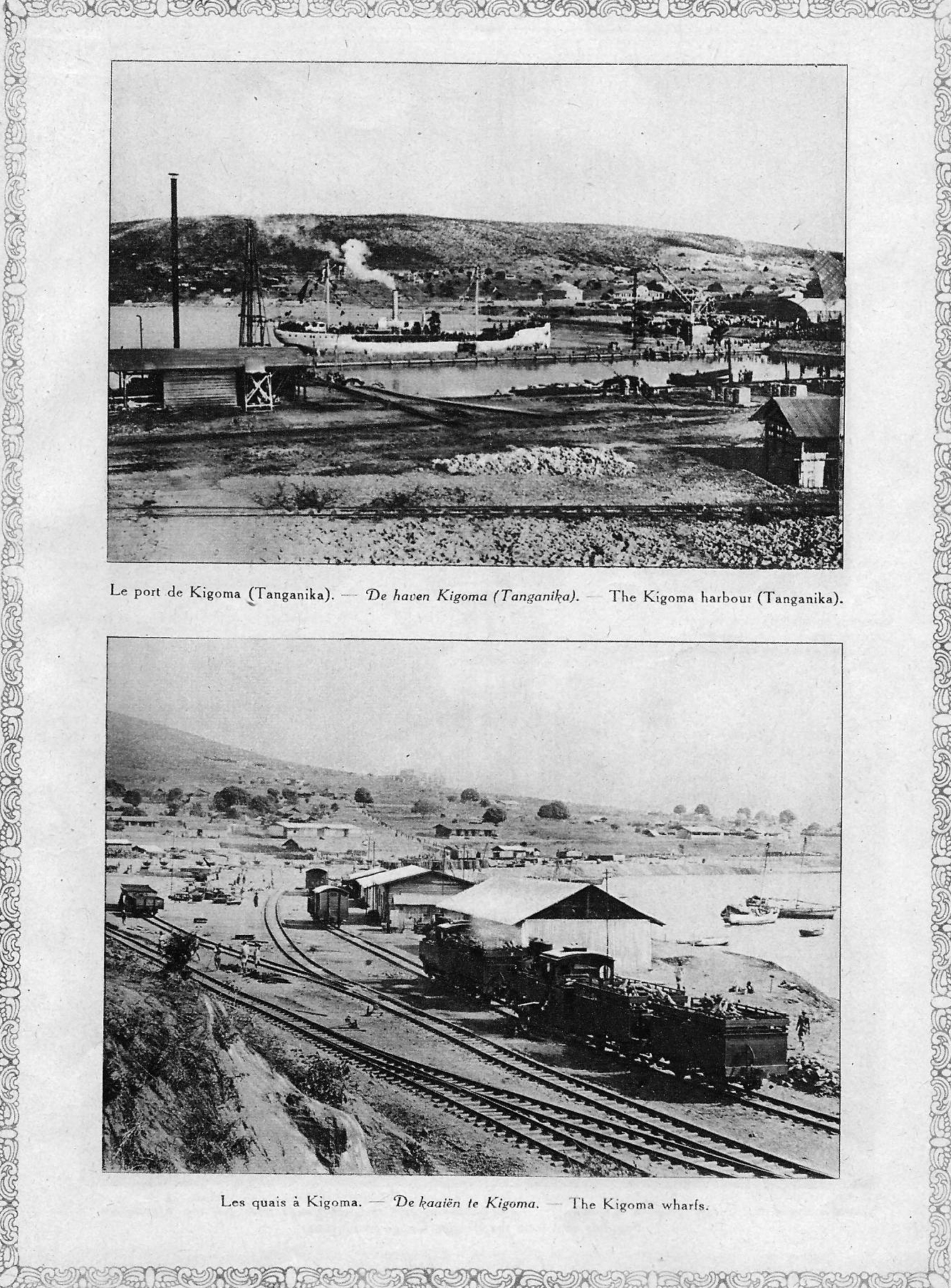
Le terminus de la voie à Kigoma, occupé par les Belges (1916)